# Petra Mahlau
Petra Mahlau (* vor 1970) ist eine deutsche Psychotherapeutin. Sie war als Kinderdarstellerin im November 1970 die erste Leiche in der Fernsehreihe Tatort.

## Leben
Mahlau ist die Tochter des Kameramanns Nils-Peter Mahlau. Sie besuchte die Grundschule Tannenhofstraße in Hamburg-Langenhorn. Bei der Produktion der ersten Tatortfolge Taxi nach Leipzig war ihr Vater für die Kamera verantwortlich, ihr Bruder Boris Mahlau wurde für die kurze Sprechrolle des Christian Billsing verpflichtet. Bei der Suche nach einem Darsteller für dessen Halbbruder Bertram, der schwer an Leukämie erkrankt von seinem Vater über die innerdeutsche Grenze gebracht und auf einem Autobahnrastplatz bei Leipzig mit einem Kissen erstickt wurde, fiel die Wahl auf Petra Mahlau. Um ihrem Bruder ähnlich zu sehen, trug die in der kurzen Sequenz von drei Sekunden eine blonde Perücke und dick Wimperntusche. Regisseur Peter Schulze-Rohr wies sie an, nur nicht zu zwinkern. Für ihre Rolle erhielt Mahlau kein Honorar, jedoch einen Tag schulfrei.
Sie arbeitet heute als Psychotherapeutin in einer Beratungsstelle in Norderstedt.